# 国産汽車
国産汽車（こくさんきしゃ、英語: Chinese Automobile Co., Ltd., CAC）は、かつて台湾にあった自動車販売会社・自動車メーカーである。
1958年3月17日、鴻禧グループの創業者である張添根が、兄弟の張建安、張允中、義理の息子の許雲霞との共同出資により設立した。同社は台湾初の自動車ディーラーで、当初は裕隆汽車の総代理店を務めていたが、1988年3月に30年に及ぶ裕隆との関係を解消した。この時、張家は分家した上で、2代目に事業を引き継ぐことになった。張添根の子の張秀政が鴻禧グループを、張建安の子の張朝翔が禾豊グループを引継いだ。国産汽車は禾豊グループの傘下だった。1988年半ばには、自動車製造工場のライセンスを取得し、シトロエンと技術協力契約を結び、ゼネラルモーターズの台湾における販売代理店権を取得した。
しかし、張朝翔と張朝喨の兄弟が経営を引継いでからの国産汽車は、食品（中法国際乳業）、建設（世棋、世豊）、電子・通信技術（昌磊電子、禾翔光罩、中翔）、流通（吉野家、全家便利商店（ファミリーマート））などの分野に事業を拡大していった。1998年には、国内の自動車産業の収益性の低下や、台湾証券取引所での株価の急落、事業の多角化により資金の投入が困難になっていた。張兄弟は、国産汽車の資金を無断で流用したが、それでもうまく行かず、破産に追い込まれた。
国産汽車には41の整備工場があること、約1,000人の従業員が会社の倒産を望んでいないことから、裁判所は会社再建の判断を下した。しかし、会社は大きな赤字を抱えていた。2006年、破産管財人は共同で裁判所に更生計画の終了と破産宣告を申し立てた。
張朝翔と張朝喨の兄弟については、最高法院（最高裁）が2006年9月7日に判決を下した。張朝喨は懲役8年、罰金15億台湾ドル、張朝翔は懲役7年、罰金15億台湾ドルで、張朝喨は実刑判決だった。

## 歴史
- 1958年3月17日 - 張添根が国産汽車股份有限公司を創設し、裕隆汽車との総代理店契約を結ぶ。
- 1969年3月 - 国産汽車はボルネオの貿易業者に働きかけ、国産汽車の新荘車体工場で製造されたホイールベース5-6mのバス4台を、台湾からボルネオ島に輸出することで合意した[4]。
- 1988年 - 国産汽車と裕隆汽車の代理店契約が終了。張建安の息子である張朝翔が国産汽車の経営を引き継ぎ、自動車メーカーとしてのライセンスを取得し、多角的な経営戦略をとることになった。
- 1989年 - 国産汽車がシトロエンの商用バンC15を発売。
- 1993年 - 国産汽車がオペル・アストラを発売し、乗用車の生産に正式に参入。
- 1996年 - ゼネラルモーターズが台湾に台勁国際汽車行銷股份有限公司を設立し、台湾国内の流通網を主導する。
- 1998年 - 
  - 国産汽車が独自の販売網として「禾豊世界」(PANMA)を設立し、ダイハツ工業と技術協力契約を結ぶ。
  - 9月15日 - 国産汽車と住友商事および三信商事（中国語版）の合弁会社が台北市政府に認可され、台湾大発汽車股份有限公司（台湾ダイハツ自動車）として登記される（1999年5月21日解散）。
  - 張朝翔と張朝喨は、国産汽車の株価を守るために38億台湾ドル以上の資金を不正に流用したが、流動性の低さから最終的には倒産し、不正流用の訴訟を起こされた[5]。
- 1999年 - 債権者である銀行が国産汽車の破産申請を行ったが、裁判所は会社の再建を認める。
- 2005年8月 - 破産管財人が共同で、更生計画の終了と破産宣告を申し立てを行う[6]。